# Massarina submediana
Massarina submediana är en svampart som beskrevs av Kaz. Tanaka & Y. Harada 2003. Massarina submediana ingår i släktet Massarina och familjen Massarinaceae.   Inga underarter finns listade i Catalogue of Life.